# Wiesauplast
Die Wiesauplast Deutschland GmbH & Co. KG ist ein Kunststoffhersteller mit Sitz in Wiesau in Bayern. Das 1958 gegründete Unternehmen ist Lieferant für Kunststoffbauteile verschiedener Industriebranchen und Weltmarktführer im Bereich PET-Sicherheitsteile für automobile Bremssysteme.

## Geschichte
Das Unternehmen für Formenbau und Kunststoffverarbeitung wurde 1958 durch Herbert Kupke gegründet.
Anfang der 1960er Jahre fertigte Wiesauplast die ersten Blinkerleuchten für den VW-Käfer der Volkswagen AG. In den 1980er Jahren vergrößerte das Unternehmen sein Sortiment und begann 1983 mit der Herstellung von Steuergehäusen für die Automobilindustrie und im folgenden Jahr war Wiesauplast an der Mitentwicklung der ersten kompletten Küchenkleingeräte beteiligt. 1985 wurden die ersten Bremsflüssigkeitsbehälter für die Automobilindustrie produziert.
Im Jahr 1997 steigt die Indus Holding aus Bergisch Gladbach als Gesellschafter in das Unternehmen ein. Heute hält die Indus Holding 100 Prozent der Anteile an Wiesauplast.
Ein Joint-Venture mit der amerikanischen Plastic Moldings Company, mit deren Hilfe Vertriebsbüros in Detroit und Cincinnati eröffnet wurden, ging Wiesauplast 2000 ein. Fünf Jahre später nahm das Unternehmen in Wiesau in der Oberpfalz ein neues Werk in Betrieb, in das das Unternehmen rund 20 Millionen Euro investiert hat.
2007 eröffnete Wiesauplast ein neues Werk San José Iturbide in Mexiko mit rund 70 Beschäftigten, in dem Bremsflüssigkeitsbehälter für die BMW-Produktionsstätte in Spartanburg in den Vereinigten Staaten gefertigt werden.
2010 gründete der Wiesauer Kunststoffhersteller das Tochterunternehmen mid-tronic Wiesauplast GmbH.
Seit 2022 ist das Unternehmen Teil der Scherdel Gruppe. 

## Produkte
Das Unternehmen fertigt vor allem verschiedene Kunststoffteile für die Automobilindustrie. So befinden sich unter anderem Steuergehäuse für Bremskraftverstärker, Bremsflüssigkeitsbehälter für hydraulische Bremssysteme und Bauteile für ABS und ESP im Sortiment. Auch Gehäusebauteile für die Medizintechnik und Kunststoffbauteile für die Industrie werden produziert.